# Finnøy
59°09′58″N 5°52′19″Ø / 59.16611°N 5.87194°Ø
Finnøy er en økommune i Boknafjorden, Rogaland fylke i Norge. Den grænser   til Hjelmeland, Tysvær, Suldal, Strand, Rennesøy, og Bokn. Kommunen består af i alt 15 beboede øer, hvor omkring halvdelen af befolkningen  bor på selve Finnøy. Andre beboede øer er Sør-Talgje, Fogn, Byre, Bokn, Måløy, Halsnøy og øgruppen Sjernarøyane som omfatter de beboede øer Aubø, Bjergøy, Helgøy, Kyrkjøy, Nord-Hidle, Nord-Talgje og Tjul. Den største, men sparsomt befolkede, ø, Ombo, er delt mellem kommunerne Finnøy og Hjelmeland. Kommunecenteret hedder Judaberg. 
Fra 1. januar 2020 bliver Stavanger, Rennesøy  og Finnøy kommuner lagt sammen.
Transport foregår med færger og hurtigbåde, samt på vej. Fastlandsforbindelsen Finnfast med den undersjøiske Talgjefjordtunnelen til Rennesøy blev åpnet efteråret 2009.. Hovederhverv i Finnøy er jordbrug, havbrug og turisme, og kommunen er særlig kendt for sin tomatproduktion. Kommunen er velegnet for cykelturisme.
Det er fundet mange fortidsminder i Finnøy kommune. Det ældste fund er et isbjørneskelet, dateret ca. 10.600 år tilbage. Den ældste boplads er  på Bjergøy i Sjernarøyane og er ca. 5 – 6.000 år gammel. 
Af ni middelalderkirker i Rogaland er to i Finnøy kommune: Talgje kirke fra ca. 1140 og Hesby kirke på Finnøy fra ca. 1200. Dertik har Finnøy kommune en renæssancekirke fra 1637, Sjernarøy kirke på Kyrkjøy.